# Вылкост, Теодор Доминикович
Теодор Доминикович Вылкост (1910—1990) — советский конструктор артиллерийских и пусковых установок для ВМФ и ПВО, пунктов управления РВСН. Лауреат Сталинской премии первой степени и Государственной премии СССР.

## Биография
Родился 11 (24 октября) 1910 года в Санкт-Петербурге. В 1937 году окончил ВТУЗ при ЛМЗ имени И. В. Сталина получил специальность инженер-механик и до 1941 года работал в конструкторском бюро Металлического завода.
С началом Великой Отечественной войны был направлен на Урал ведущим конструктором и назначен начальником секции завода № 75 в городе Юрга, Кемеровской области. 
В 1943 году его переводят в Центральное Артиллерийское конструкторское бюро (ЦАКБ) в Мытищи, Московской области, на должность начальника отдела.  
В 1944—1948 начальник конструкторского отдела Ленинградского филиала ЦАКБ.
С 1948 года начальник КБ «Реактор» и главный конструктор завода «Большевик» (ныне АО «Обуховский завод»).
Руководил разработкой автоматической артиллерийской корабельной системы СМ-2, корабельной универсальной пусковой установки зенитного ракетного комплекса Б-187, пусковой установки системы береговой обороны Б-160, подвижной зенитной пусковой установки Б-163, пусковой установки Б-176, транспортно-пускового контейнера Б-177 противоракетной обороны Москвы, пусковых установок противоракетной обороны А-350 и Б-825, командного пункта для ракетных комплексов стратегического назначения.
Доктор технических наук (1967).
Умер 11 ноября 1990 года в Ленинграде. Похоронен на Ковалёвском кладбище.

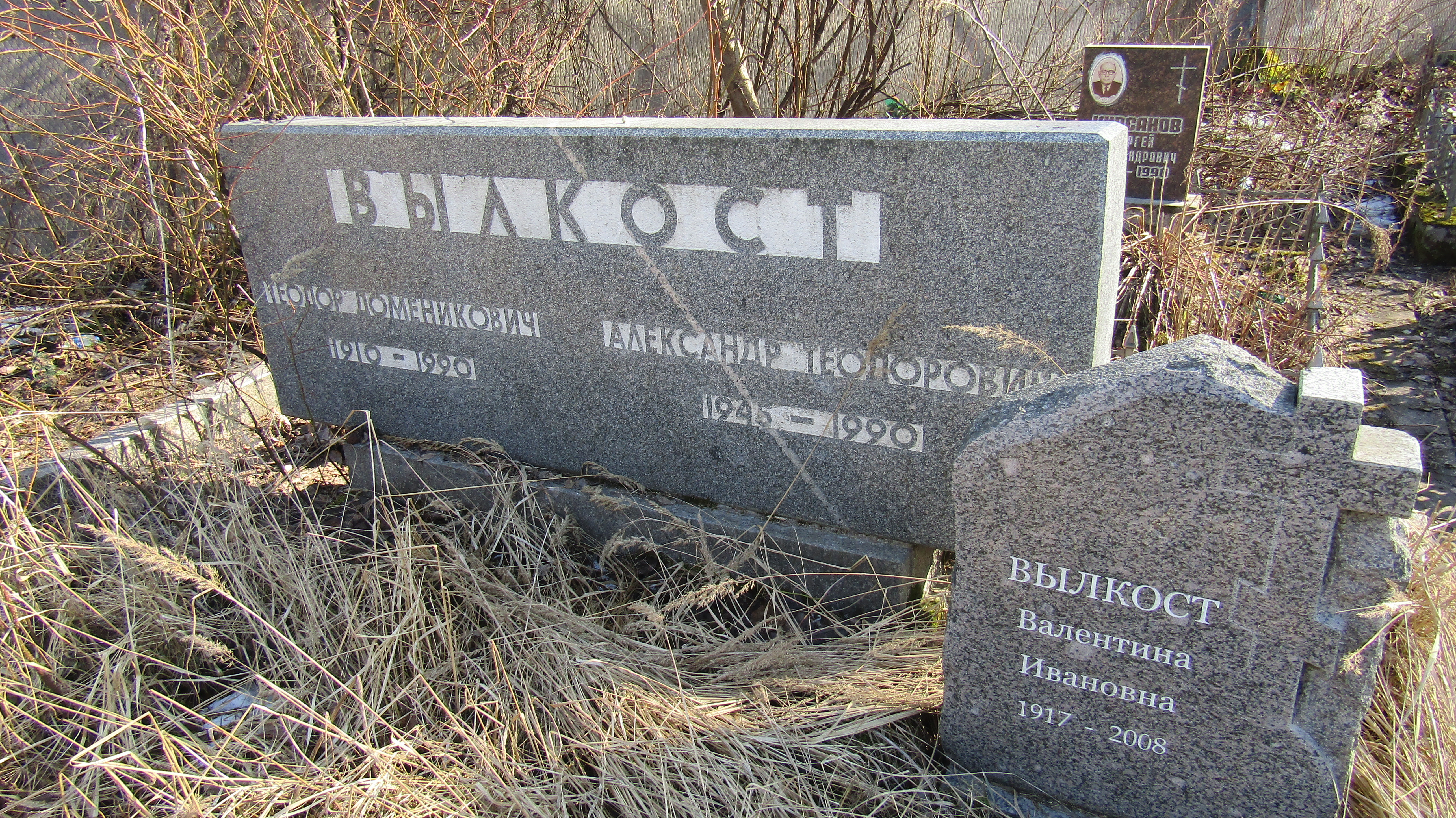

## Награды
- Сталинская премия первой степени (1951) — за работу в области военной техники
- лауреат Государственных премий СССР (1950; 1970)
- орден Ленина (1963)
- орден Трудового Красного Знамени (1975)
- два ордена Красной Звезды (1944; 28.07.1947)
- ордена «Знак Почёта» (1945; 1957)
- медали[2]